# Upper Austria Ladies Linz 2019 - Doppio
Kirsten Flipkens e Johanna Larsson erano le detentrici del titolo, ma Larsson ha deciso di non partecipare, mentre Flipkens si è ritirata prima dell'inizio del torneo.
In finale Barbora Krejčíková e Kateřina Siniaková hanno sconfitto Barbara Haas e Xenia Knoll con il punteggio di 6-4, 6-3.

## Teste di serie
1. Barbora Krejčíková /  Kateřina Siniaková (campionesse)
2. Alicja Rosolska /  Renata Voráčová (quarti di finale)

1. Laura Siegemund /  Katarina Srebotnik (quarti di finale)
2. Anna Blinkova /  Makoto Ninomiya (quarti di finale)

## Wildcard
1. Cori Gauff /  Caty McNally (semifinale)

1. Barbara Haas /  Xenia Knoll (finale)

## Tabellone

### Legenda
| - Q = Qualificato - WC = Wild card - LL = Lucky loser | - ALT = Alternate - SE = Special Exempt - PR = Protected Ranking | - w/o = Walkover - r = Ritirato - d = Squalificato |

|  | Primo turno              | Primo turno                | Primo turno              | Primo turno              | Primo turno |  |  | Quarti di finale | Quarti di finale         | Quarti di finale        | Quarti di finale     | Quarti di finale     |   |      | Semifinali | Semifinali               | Semifinali               | Semifinali     | Semifinali     |   |   | Finale | Finale | Finale | Finale | Finale |  |
|  |                          |                            |                          |                          |             |  |  |                  |                          |                         |                      |                      |   |      |            |                          |                          |                |                |   |   |        |        |        |        |        |  |
|  | 1                        | B Krejčíková K Siniaková   | B Krejčíková K Siniaková | B Krejčíková K Siniaková | w/o         |  |  |                  |                          |                         |                      |                      |   |      |            |                          |                          |                |                |   |   |        |        |        |        |        |  |
|  | Alt                      | A-L Friedsam V Lepchenko   | A-L Friedsam V Lepchenko | A-L Friedsam V Lepchenko |             |  |  | 1                | B Krejčíková K Siniaková | 7                       | 4                    | [10]                 |   |      |            |                          |                          |                |                |   |   |        |        |        |        |        |  |
|  | N Dzalamidze L Marozava  | N Dzalamidze L Marozava    | 6                        | 4                        | [5]         |  |  |                  | N Geuer E Lechemia       | 63                      | 6                    | [4]                  |   |      |            |                          |                          |                |                |   |   |        |        |        |        |        |  |
|  | N Geuer E Lechemia       | N Geuer E Lechemia         | 1                        | 6                        | [10]        |  |  |                  |                          |                         |                      |                      |   |      | 1          | B Krejčíková K Siniaková | B Krejčíková K Siniaková | 6              | 6              |   |   |        |        |        |        |        |  |
|  | 4                        | A Blinkova M Ninomiya      | 6                        | 5                        | [10]        |  |  |                  |                          |                         | V Kužmová J Sizikova | V Kužmová J Sizikova | 2 | 4    |            |                          |                          |                |                |   |   |        |        |        |        |        |  |
|  |                          | M Gasparyan O Kalashnikova | 0                        | 7                        | [7]         |  |  | 4                | A Blinkova M Ninomiya    | 4                       | 6                    | [10]                 |   |      |            |                          |                          |                |                |   |   |        |        |        |        |        |  |
|  | V Kužmová J Sizikova     | V Kužmová J Sizikova       | V Kužmová J Sizikova     | 6                        | 6           |  |  |                  | V Kužmová J Sizikova     | 6                       | 3                    | [12]                 |   |      |            |                          |                          |                |                |   |   |        |        |        |        |        |  |
|  | D Jakupovič S Santamaria | D Jakupovič S Santamaria   | D Jakupovič S Santamaria | 4                        | 3           |  |  |                  |                          |                         |                      |                      |   |      | 1          | B Krejčíková K Siniaková | B Krejčíková K Siniaková | 6              | 6              |   |   |        |        |        |        |        |  |
|  |                          | K Christian A Guarachi     | K Christian A Guarachi   | 2                        | 3           |  |  |                  |                          |                         |                      |                      |   |      |            |                          | WC                       | B Haas X Knoll | B Haas X Knoll | 4 | 3 |        |        |        |        |        |  |
|  | WC                       | C Gauff C McNally          | C Gauff C McNally        | 6                        | 6           |  |  | WC               | C Gauff C McNally        | C Gauff C McNally       | 7                    | 6                    |   |      |            |                          |                          |                |                |   |   |        |        |        |        |        |  |
|  |                          | F Ferro J Teichmann        | F Ferro J Teichmann      | 2                        | 1           |  |  | 3                | L Siegemund K Srebotnik  | L Siegemund K Srebotnik | 64                   | 4                    |   |      |            |                          |                          |                |                |   |   |        |        |        |        |        |  |
|  | 3                        | L Siegemund K Srebotnik    | L Siegemund K Srebotnik  | 6                        | 6           |  |  |                  |                          |                         |                      |                      |   |      | WC         | C Gauff C McNally        | 65                       | 6              | [9]            |   |   |        |        |        |        |        |  |
|  | WC                       | B Haas X Knoll             | 1                        | 6                        | [10]        |  |  |                  |                          | WC                      | B Haas X Knoll       | 7                    | 1 | [11] |            |                          |                          |                |                |   |   |        |        |        |        |        |  |
|  |                          | H Carter L Stefani         | 6                        | 0                        | [7]         |  |  | WC               | B Haas X Knoll           | B Haas X Knoll          | 7                    | 7                    |   |      |            |                          |                          |                |                |   |   |        |        |        |        |        |  |
|  |                          | S Fichman M Sanchez        | 2                        | 6                        | [4]         |  |  | 2                | A Rosolska R Voráčová    | A Rosolska R Voráčová   | 5                    | 63                   |   |      |            |                          |                          |                |                |   |   |        |        |        |        |        |  |
|  | 2                        | A Rosolska R Voráčová      | 6                        | 4                        | [10]        |  |  |                  |                          |                         |                      |                      |   |      |            |                          |                          |                |                |   |   |        |        |        |        |        |  |